# Jörg Kölderer
Jörg Kölderer (ur. 1465/1470 w Hof k. Inzing, zm. lipiec 1540 Innsbruck) – niemiecki iluminator, nadworny malarz i architekt w służbie u Maksymiliana I.

## Praca i twórczość
Przed 1500 rokiem otrzymał obywatelstwo Innsbrucka. W 1500 roku został nadwornym malarzem Maksymiliana I. Posiadał własny warsztat w Innsbrucku a prace tam powstające, m.in. Brama triumfalna i Triumfalny pochód cesarza Maksymiliama I wywarły wpływ na Albrechta Altdorfera i Wolfa Hubera.
Jörg Kölderer uznawany jest za prekursora szkoły naddunajskiej. Jego prace związane były głównie z przedstawianiem scen z życia cesarza i jego upodobań; m.in. przedstawiał realistyczne sceny polowań lub przedmiotów wojennych. Jego pierwsza praca sygnowana jego nazwiskiem, figura św. Katarzyny, pochodzi z 1490 roku. W 1500 roku wykonał freski na Złotym Dachu i pierwsze trzy miniatury do Tyrolskiej Księgi Polowań. W 1501 roku namalował sceny polowań na płótnie. W 1502 roku wykonał dla kościoła w Seefeld obraz pt. Cud eucharystyczny. Był pierwszym malarzem-kartografem w Tyrolu, który rysował przygraniczne krajobrazy oraz, który w 1534 roku stworzył plan Mühlau, obecnie dzielnicy Innsbrucka. Od 1520 zajmował się głównie rysunkami architektonicznymi. W 1528 roku wyjechał do Wiednia i Wiener Neustadt, gdzie pracował nad cesarskim grobowcem w lokalnych kościołach).